# Donnie Brooks
John Dee Abahosh (* 6. Februar 1936 in Dallas, Texas; † 23. Februar 2007 in Burbank, Kalifornien), später John Faircloth, Veröffentlichungen als Johnny Faire, Dick Bush, Johnny Jordan und am erfolgreichsten als Donnie Brooks, war ein amerikanischer Rock-’n’-Roll- und Pop-Sänger.

## Karriere
John Abahosh zog als Kind von seiner Geburtsstadt Dallas nach San Diego, wo er nach Adoption durch seinen Stiefvater dessen Namen Faircloth trug. Er studierte Gesang im Opernfach und bedauerte den Verlust seines Soprans durch den Stimmbruch. Er arbeitete beim Radio, in Klubs und für Verlage, für die er Demos aufnahm. Dabei kam er auch zu seinen ersten eigenen Veröffentlichungen unter dem verkürzten Namen „Johnny Faire“ für Fable Records in sehr kleiner Auflage.
Im November 1957 wurde er von John Marascalco und Kenny Babcock von Surf Records für einen speziellen Job angefragt: Dorsey Burnette hatte den Song Bertha Lou aufgenommen, war aber unter Vertrag bei Coral Records, so dass die bereits fertiggestellte Single nicht in den Handel gegeben werden konnte. Faircloth sang daher den Titel neu ein. Da die B-Seite Til the Law Says Stop nur in einer Spur vorlag, musste er so exakt wie möglich über Burnettes Stimme singen, dessen Memphis-Akzent ihm zu schaffen machte.
Seine nächsten drei Station gingen jeweils mit einem Namenswechsel einher: als „Dick Bush“ veröffentlichte er eine Single bei Era Records, als „Johnny Jordan“ eine Single bei Jolt Records und zurück bei Era schließlich als „Donnie Brooks“. Diesen Namen nahm er auch offiziell an. Donnie arbeitete mit dem Verleger Jesse Hodges zusammen, als dieser einen Song namens Wishing Bell des Autors William Michael zu Mission Bell umarbeitete. Dorsey Burnette steuerte eine Textzeile bei und Donnie spielte ein Demo ein, das er Dave Burgess und Jimmie Rodgers anbot, die eine weitere Überarbeitung forderten. Scott Turner, der Gitarrist von Guy Mitchell, erdachte eine Bridge, verkaufte aber seine Anteile an den Autorencredits für 200 Dollar wiederum an John Marascalco. Schließlich brachte Era Records den Song heraus, der nach einiger Verzögerung die Charts erreichte und dort 20 Wochen verblieb mit einem Platz sieben als Spitzenposition. Weitere Charthits folgten mit Doll House, Round Robin und Memphis, bis Brooks 1964 zu Reprise Records wechselte, wo zwei Singles entstanden, bevor er bei Challenge Records zwei Platten herausbringen konnte.
Mit Al De Lory von Capitol Records erarbeitete Brooks einige nach eigenem Empfinden „wirklich wundervolle Sachen“, die aber nach einem Jahr immer noch nicht zu Ende gemischt waren. So ging er mit den Masterbändern zu Happy Tiger Records, wo er sie unter der Produktion von Ray Ruff 1970 endlich veröffentlichen konnte. Für Ruffs religiöses Album Truth of Truths übernahm Brooks die Rolle des Jesus und konkurrierte ungewollt mit dem gleichzeitig erschienenen Album Jesus Christ Superstar. Ein selbstproduziertes Album auf dem eigenen Label Wishbone Records verkaufte Donnie auf Konzerten. Auch ein vielversprechendes Projekt zum 200. Jubiläum der amerikanischen Unabhängigkeitserklärung, für das er Happy Birthday U.S.A. beisteuerte, blieb bei 20th Century Records ohne die notwendige Promotion und floppte.
Ferner hatte Brooks Rollen in den Filmen Go Get Yourself a College Girl, A Swingin’ Summer und Love In, für die er auch Songs beisteuerte. Auch nach der Zeit seiner Plattenveröffentlichungen blieb Brooks als Musiker aktiv und spielte viele Shows auf der Bühne und im Fernsehen, war Produzent und Verleger anderer Künstler und organisierte Oldie-Shows. Brooks war verheiratet mit Penny, die früher bei den Mousketeers gewesen war, und hatte zwei Kinder. Er starb 2007 an einem Herzinfarkt.

## Diskografie

### Singles
- 1957 – If I’m a Fool / Make Up Your Mind Baby, Fable 601 (als Johnny Faire)
- 1957 – If I’m a Fool / You Gotta Walk the Line, Fable 601 (als Johnny Faire)
- 1957 – Bertha Lou / Til the Law Says Stop, Surf 5019 (als Johnny Faire)
- 1958 – Betcha’ I Getcha’ / I Fell for Your Line Baby, Surf 5024 (als Johnny Faire)
- 1958 – Hollywood Party / Exactly, Era 1067 (als Dick Bush)
- 1958 – Sweet, Sweet, Sweet / Don’t Cry Little Baby, Jolt 332 (als Johnny Jordan)
- 1959 – Li’l Sweetheart / If You’re Lookin’, Era 3004
- 1959 – White Orchid / Sway and Move with the Beat, Era 3007
- 1960 – The Devil Ain’t a Man / How Long, Era 3014
- 1960 – Mission Bell / Do It for Me Era 3018, Era 3018
- 1960 – Doll House / Round Robin, Era 3028
- 1961 – Memphis / That’s Why Era 3042
- 1961 – Wishbone / All I Can Give, Era 3049
- 1961 – Boomerang / How Long, Era 3052
- 1961 – Up to My Ears (In Tears) / Sweet Lorraine, Era 3059
- 1962 – Goodnite Judy / Your Little Boy’s Come Home, Era 3063
- 1962 – He Stole Flo / My Favorite Kind of Face, Era 3071
- 1952 – Oh! You Beautiful Doll / Just a Bystander, Era 3077
- 1962 – Cries My Heart / It’s Not That Easy, Era 3095
- 1964 – Gone / Girl Machine, Reprise 0261
- 1964 – Pickin’ Up the Pieces / Can’t Help Lovin’ You, Reprise 0311
- 1965 – Hey Little Girl / If I Never Get to Love You, Reprise 0363
- 1965 – Pink Carousel / Popcorn, D.J. 669
- 1966 – I Call Your Name / Be Fair, Challenge 59331
- 1966 – Minstrel Man / Pink Carousel, Challenge 59344
- 1968 – Sunglasses in the Sand / Sunshine, Summertime and Love, Yardbird 8006
- 1968 – Hush / Sunshine, Summertime and Love, Yardbird 8008
- 1968 – Blue Soldier / Love Is Funny That Way, Era 3194
- 1969 – Tree Trimming Time / Tree Trimming Time, Yardbird 8010
- 1970 – Abracadabra / I Know You as a Woman, Happy Tiger 526
- 1970 – Hush / I Know You as a Woman, Happy Tiger 544
- 1970 – My God and I / Pink Carousel, Happy Tiger 551
- 1971 – Rub-a-Dub-Dub / (I Wanna) Have You to Myself, Happy Tiger 566
- 1971 – I’m Gonna Make You Love Me/Pink Carousel, Happy Tiger 579
- 1978 – This Song That I Sing Is for You / Country Dude, Oak 1019
- 1979 – Big John / Get Fame, Son, Midsong 1007

### Alben
- 1961 – The Happiest, Era 105
- 1975 – So Good, So Good, So Good, Wishbone 1001